# Kyrill von Saloniki

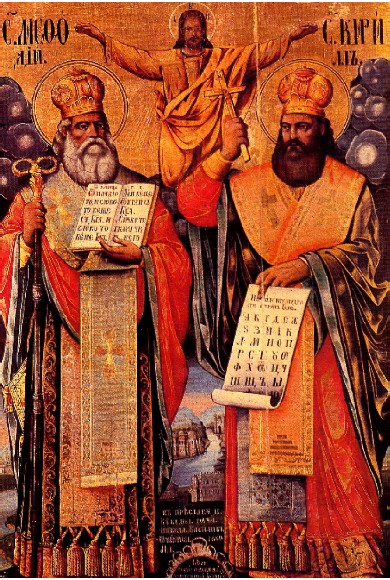
Ikone Kyrill und Method, Bukarest, 19. Jahrhundert

Kyrill (mittelgriechisch Κύριλλος Kyrillos, kirchenslawisch Кирилъ Kiril; * ca. 826/827 in Thessaloniki; † 14. Februar 869 in Rom), auch Cyril, war der jüngere und anfangs bedeutendere der beiden Brüder und wichtigsten Missionare im slawischen Raum, Kyrill und Method. Kyrill hieß eigentlich Konstantin bzw. Konstantinos und nahm den Namen Kyrill wahrscheinlich erst an, als er kurz vor seinem Tod in Rom in ein griechisches Kloster eintrat.
Beide standen dabei im Spannungsfeld zwischen griechisch-byzantinischem und römisch-deutschem Einfluss und erreichten gegen viele Widerstände eine echte Inkulturation des Christentums bei den Slawen.

## Leben

### Frühes Leben
Kyrill und Method wurden im 9. Jahrhundert als Konstantin und Michael in Thessaloniki geboren. Ihr Vater war ein byzantinischer Drungarios (Marineoffizier) namens Leontios der in Thessaloniki geboren wurde, ihre Mutter hieß Maria. Konstantin war der jüngste, Michael der älteste Sohn von insgesamt sieben Geschwistern. Beide waren hochgebildet. Ihr Vater Leontios starb, als Konstantin 14 Jahre alt war.
Seine Grundausbildung erhielt Konstantin in Thessaloniki. Etwa im Alter von 17 Jahren (842/843) begab er sich nach Konstantinopel, wo er etwa 842/3–847 Philosophie, Grammatik, Rhetorik, Musik, Arithmetik, Geographie und Astronomie an der kaiserlichen Universität von Konstantinopel studierte. Neben Griechisch sprach er schon von frühester Kindheit an auch Slawisch und studierte später Latein, Syrisch und Hebräisch.
Zu seinen Lehrern zählte vor allem der Lektor Leon der Mathematiker und Professor Photios I, der später Patriarch von Konstantinopel wurde. Seine Patrone waren der Eunuch und Logothet Theoktistos, der wahrscheinlich sein Verwandter war, ihn auch seinerzeit nach Konstantinopel brachte und ein Günstling der Kaiserwitwe und Regentin Theodora II. war. Theodora wurde 842 Vormund für den unmündigen Erben Michael III. und übernahm somit die byzantinische Regierung. Laut Anastasios entstand später zwischen Konstantin und Photios eine freundschaftliche Beziehung, aber auch ein Konflikt hinsichtlich religiöser Fragen.
Nach dem Abschluss seiner Studien und seiner Weihe zum Subdiakon und Diakon um 848 wurde er Chartophylax (Bibliothekar, Archivar und Sekretär) des Patriarchen von Konstantinopel, Ignatius (847–857).
Ungefähr zwei Jahre später – nachdem er es abgelehnt hatte, eine reiche Braut zu heiraten, die ihm Theoktistos ausgewählt hatte – zog er sich insgeheim in das Kloster von Kleidion (griechisch κλειδίον „Schlüssel“; nordöstlich von Thessaloniki) zurück. In diesem Kloster versteckte er sich sechs Monate lang. Als man ihn dort entdeckte, lud man ihn ein, an der Universität von Konstantinopel als Philosophieprofessor tätig zu werden (Ende 850 oder Anfang 851). Seitdem trägt er wahrscheinlich den Beinamen Philosoph. In dieser Zeit hatte er eine Kontroverse mit dem abgesetzten ikonoklastischen Patriarchen Johannes VII. und Dispute auch mit anderen Ikonoklasten.
Aus Konstantinopel wurde er jedoch sehr bald mit einer politischen und religiösen Mission (850–851) am Hofe des abbasidischen Kalifen al-Mutawakkil in der Stadt Samarra wegen Eintreibung von Abgaben und Unterdrückung der Christen seitens der Araber betraut. Hier beteiligte er sich an einem intensiven theologischen Disput mit den muslimischen Gelehrten und Mönchen, so dass ihn die Araber sogar angeblich vergiften wollten. Im Disput ging es um den dreieinigen Gott, dessen Existenz die Muslime nicht anerkennen konnten, und Konstantin erwies sich als guter Kenner auch des Korans.
Nach seiner Rückkehr nach Konstantinopel legte er seine Professur nieder und ging in ein Kloster auf dem Berg Olymp in Kleinasien (bei Brussa). In diesem Kloster begegnete er seinem Bruder Method, der hier schon länger wohnte. Auch dieser Klosteraufenthalt hatte einen politischen Hintergrund – 856 wurde die Kaiserin Theodora abgesetzt und ihr Günstling Theoktistos wurde ermordet.

### Mission bei den Chasaren
Auf Einladung des Herrschers der Chasaren unternahm Konstantin etwa 860 eine Mission zu den Chasaren, einem nördlich des Kaukasus (nach manchen Quellen eher am Asowschen Meer) sesshaften Volk, dessen jüdischer König ein friedliches Zusammenleben von Juden, Muslimen und Christen ermöglicht hatte. Vor dieser Reise wurde er wahrscheinlich zum Priester geweiht.
Auf dem Weg zu den Chasaren ging er in die Stadt Cherson, in der er die hebräische, chasarische und gotische Sprache lernte. In Cherson fand er auch die sterblichen Überreste des um 101 verstorbenen heiligen Clemens (die er dann später nach Mähren und 867 nach Rom mitbrachte und die wohl zum herzlichen Empfang in Rom beitrugen). Konstantin verfasste über diese Entdeckung drei griechische Schriften (historica narratio, sermo declamatorius und hymnus, siehe Werke).
Bei den Chasaren führte er dann theologische Dispute mit jüdischen Gelehrten und Rabbinern. Zweihundert Chasaren ließen sich taufen. Statt der ihm seitens des Chasaren-Herrschers angebotenen Entlohnung soll Konstantin nur veranlasst haben, dass 200 griechische Sklaven entlassen werden. Der Chasaren-König schrieb später dem byzantinischen Kaiser einen Dankesbrief, in dem er die Mission lobte und er die Freundschaft seines Volkes zusicherte. Konstantin gelang es zwar nicht, die Chasaren, dafür aber ein kleines Volk im fulischen Gebiet, das aus den restlichen Alanen und Gothen bestand, zum Christentum zu bekehren. Die Behauptung, dass Konstantin bei der Mission zu den Chasaren von Method begleitet wurde, ist nach manchen Ansichten eher eine spätere Legende.
861 kehrte Konstantin nach Konstantinopel zurück und widmete sich der Sprachforschung.

### Mährische Mission

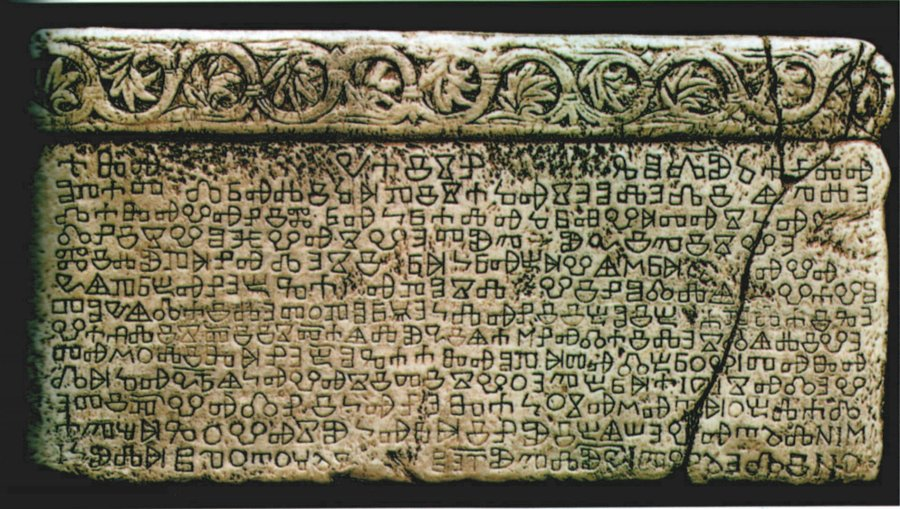
Tafel von Baška (Schrift Glagolica) - Beispiel für Glagolitische Schrift, die von Kyrill für die Mährische Mission entwickelt wurde.

Nachdem sich der mährische Fürst Rastislav zuerst erfolglos an den Papst in Rom gewandt hatte, bat er den byzantinischen Kaiser 862 um einen „Bischof und Lehrer“, der die Leute in der Sprache des Volkes im christlichen Glauben unterweisen konnte.
Mit den Worten Hörst du, Philosoph, diese Worte? Es gibt keinen anderen außer dir, der dies erledigen kann, so, nimm viele Geschenke und deinen Bruder Method mit, und geh! Weil ihr Saloniker seid, und alle Saloniker sprechen reines Slawisch (Quelle: Vita Methodii) bat Kaiser Michael III. Konstantin um die christliche Mission im Mährerreich.
Konstantin erklärte sich auf die Zureden von Kaiser Michael III. und Patriarch Photios I. dazu bereit.
863 oder 864 (laut Tradition am 5. Juli 863) kamen Konstantin und Method in Mähren an. Sie brachten ihre ersten Übersetzungen mit, das Symbol des byzantinischen Doppelkreuzes (das heute im slowakischen Staatswappen steht) sowie die Reliquien des heiligen Clemens, die Konstantin, wie oben erwähnt, 860 in Cherson aufgefunden hatte.
863 gründete Konstantin die so genannte Mährische Akademie, in der künftige slawische Priester und Verwaltungskräfte ausgebildet wurden, und die zum Zentrum der slawischen Literatur wurde. 885 hatte sie etwa 200 Absolventen. Ihre Lage ist leider unbekannt, aber archäologischen Funden zufolge gab es eine kirchliche Schule an der Burg Devín im heutigen Bratislava.
Begleitet von seinem Bruder Michael missionierte Konstantin mehrere Jahre lang in Mähren. Von Anfang an hatten sie als Vertreter des griechisch-byzantinischen Christentums gegen die Kritik der bayerischen Priester in Mähren zu kämpfen, die von der ansässigen Bevölkerung und ihrem Herrscher Rastislav mit Argwohn betrachtet wurden. Selbst unter dem Mantel des westlichen, lateinischen Christentums konnten die Deutschen ihren machtpolitischen Anspruch nie ernsthaft behaupten. Mit dem Argument, dass der Gottesdienst angeblich nur in den drei Sprachen abgehalten werden dürfe, die die Pilatus-Inschrift auf dem Kreuz Jesu enthalte (Latein, Griechisch, Hebräisch), versuchten sie deshalb den Papst für ihre Sache zu instrumentalisieren.
Um diesem Dilemma zu entkommen, entschieden sich Konstantin und Michael 867 mit der Zustimmung von Rastislav und Sventopluk (Neutraer Fürstentum (heutige Slowakei)) nach Rom zu gehen, um die Zustimmung des Papstes zur Liturgiesprache Altkirchenslawisch zu erhalten. Sie nahmen dabei auch einige Schüler mit, die zu Priestern geweiht werden sollten (Nach anderen Quellen wollten sie ursprünglich vom Hafen von Venedig aus nach Konstantinopel reisen, um die Zustimmung des Patriarchen zu erhalten, erhielten dann aber eine Einladung des Papstes).
Auf dem Weg nach Rom machten sie im Sommer einen kurzen Halt im Plattensee-Fürstentum des Fürsten Kocel und unterrichteten auch dort einige Schüler. Im Herbst 867 kamen die Brüder und ihre Schüler in Venedig an, wo sie vor einer Versammlung von Priestern die Verwendung des Altkirchenslawischen als Liturgiesprache zu verteidigen hatten. In Venedig erhielt Konstantin die offizielle Einladung des Papstes Nikolaus I. nach Rom. Dies geschah wohl, weil er die oben erwähnten Reliquien von Clemens I. mit sich trug und weil er Freunde in Rom hatte (Bischof Arsenius).

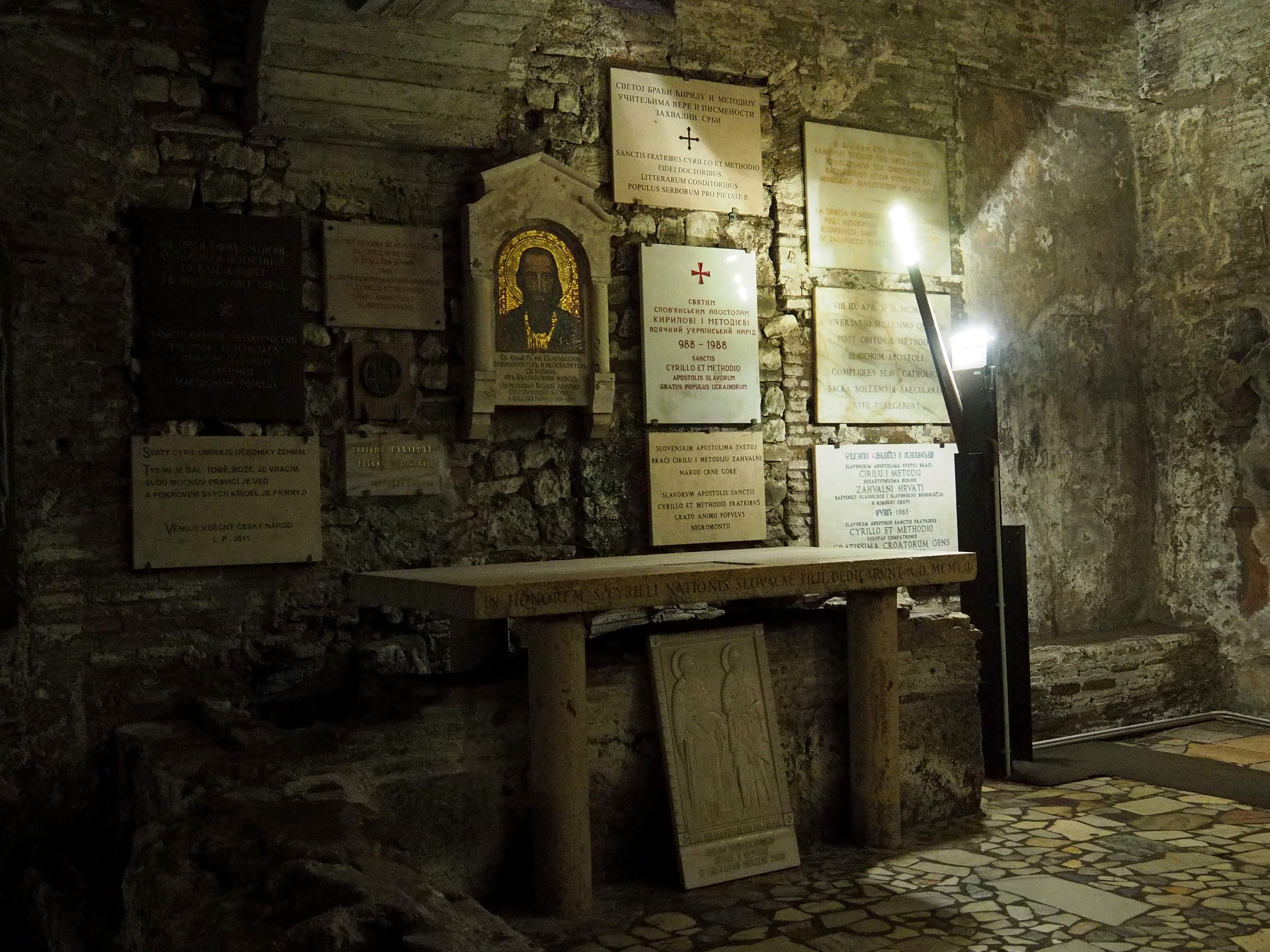
Grab des hl. Kyrill in der Basilika St. Clements in Rom.

Im Winter 867 wurden sie vom (neuen) Papst Hadrian II. feierlich empfangen und ihre gesamte Mission in Mähren wurde gebilligt. Zu Weihnachten wurden sogar die Bibelübersetzungen auf den Altar der Peterskirche in Rom und die Übersetzungen der liturgischen Texte auf den Hauptaltar der Basilika Santa Maria Maggiore feierlich gelegt, um so symbolisch deren Akzeptanz seitens Roms zu zeigen. Im Februar 868 wurden Method und drei Schüler (der aus der heutigen Slowakei stammende Gorazd und die Südslawen Kliment und Naum) in Rom zu Priestern bzw. zwei von ihnen zu Diakonen geweiht.
Im März 868 wurde schließlich die slawische Liturgiesprache (Altkirchenslawisch) zugelassen, als vierte Sprache in der Westkirche. Dies war ein überaus bedeutendes Ereignis, da erst im 20. Jahrhundert (d. h. mehr als 1000 Jahre später) wieder eine Liturgiesprache außer Latein, Griechisch und Hebräisch von Rom zugelassen wurde. 880 wurde die slawische Kirchensprache jedoch von Papst Marinus I. wieder verboten.
Ende 868 erkrankte Konstantin in Rom, wurde Mönch in einem Kloster, wo er auch wahrscheinlich den Namen Kyrill (Kyrillos) annahm, und starb im Februar 869. Er wurde in der St.-Clemens-Basilika in Rom begraben. Umstritten bleibt die Behauptung der Translatio Clementis, dass Konstantin noch zum Bischof geweiht wurde.

## Werke

### Grundsätzliches
Konstantin entwickelte eigens für die mährische Mission das erste slawische Alphabet, die Glagolitische Schrift (Hlaholica, Glagolica, Glagoljica). Aus dieser und hauptsächlich der griechischen Schrift entwickelte sich Ende des 9. Jahrhunderts die heute nach ihm benannte kyrillische Schrift.
Noch im Byzantinischen Reich übersetzten Konstantin und Method einige liturgische und biblische Texte ins Altkirchenslawische.
Für seine Mission übersetzte Konstantin das Neue Testament in eine Sprache, die er – vermutlich aus dem ihm am nächsten stehenden slawischen Dialekt – auch erst konstruieren musste und die heute als Altkirchenslawisch bekannt ist. Ursprünglich war es ein in der Saloniki-Region verwendeter slawischer Dialekt, aber während der mährischen Mission nahm er viele Elemente der in diesem Gebiet gesprochenen westslawischen Dialekte an. So enthält auch die damalige Version der Glagolica einen Buchstaben (Laut dz), der damals nur in den Dialekten auf dem Gebiet der heutigen Slowakei verwendet wurde. Da die slawischen Sprachen damals noch sehr ähnlich waren, wählte Konstantin das so genannte Altkirchenslawische als die während seiner mährischen Mission zu verwendende Sprache aus.
Während der Mission in Mähren übertrugen sie dann die ganze Bibel ins Altkirchenslawische, aber auch eine Gesetzessammlung (Nomokanon) und liturgische Texte. Sie gelten damit als Begründer der slawischen Literatur.
Konstantins Übersetzungen sind schöpferisch geniale Leistungen und haben für das Slawische eine vergleichbare Bedeutung wie die Lutherbibel für die deutsche Sprache.

### Übersetzungen
Einige altkirchenslawische Handschriften enthalten Texte, die möglicherweise von Kyrill verfasst wurden
- Perikopen aus dem Johannes-Evangelium: 862 noch im Byzantinischen Reich übersetzt, gefunden im Codex Assemanianus (Anfang des 11. Jh., Makedonien, glagolitisch) und in der Savvina kniga (11. Jahrhundert, kyrillisch, Nordostbulgarien)
- alle vier Evangelien des Neuen Testaments (zusammen mit Method): wohl 862 noch im Byzantinischen Reich übersetzt, gefunden im Codex Zographensis (Anfang des 11. Jahrhunderts, Makedonien, glagolitisch) sowie im Codex Marianus (Anfang des 11. Jahrhunderts, Nordostmakedonien, glagolitisch)
- Euchologion [Liturgievorschriften nach dem byzantinischen Ritus]: in Mähren übersetzt, gefunden im Euchologium Sinaiticum (11. Jahrhundert, glagolitisch)
- Brevier: in Mähren übersetzt, Stundengebete für Priester, gefunden im Brevier des Priesters Mavra (15. Jahrhundert)
- Zakon sudnyj ljudem [Gerichtsgesetzbuch für Weltliche] (wohl zusammen mit Method): in Mähren übersetzt, das Bürgerliche Gesetzbuch des Mährerreichs, gefunden im Novgorodskij spisok (1280, Russland)
- Missale (zusammen mit Method): in Mähren übersetzt, eine durch byzantinische Elemente ergänzte Petrus-Liturgie (d. h. des westlichen Gottesdienstes), gefunden in den Kiewer Blättern (9. /Anfang des 10. Jahrhunderts Mähren/Plattensee-Fürstentum/Bulgarien, glagolitisch)
- Psalterium (zusammen mit Method): in Mähren übersetzt, gefunden im Psalterium Sinaiticum (11. Jahrhundert, glagolitisch)
- ein Apostolar (Apostelgeschichte, Briefe des Neuen Testaments) (zusammen mit Method): in Mähren übersetzt, gefunden im Apostolus Christinopolitanus (13. Jahrhundert)
- Oktoich (Osmiglasnik): in Mähren übersetzt, Sammlung byzantinischer liturgischer Gesänge, gefunden im Strumicki oktoich (12.–13. Jahrhundert)

### Eigene Werke
- Die Chersoner Legende (d. h. „Die einen historischen Bericht enthaltende Rede über die Übertragung der Überreste des ruhmreichen Clemens“), 2. Hälfte des 9. Jh., besteht aus der Rede und dem historischen Bericht, gefunden in einer schlecht erhaltenen kirchenslawischen Übersetzung (16. Jh.) des ursprünglichen griechischen Textes, der die drei Teile historica narratio(historischer Bericht), sermo declamatorius (gehaltene Rede) und hymnus (zu Ehren des Hl. Clemens) enthielt.
- Disput über den rechten Glauben mit den Juden, 2. Hälfte des 9. Jahrhunderts, von Method aus Konstantins griechischem Text übersetzt, gekürzt enthalten in der Vita Cyrilli (Leben des Konstantin; stammt aus der Zeit um 870, die älteste erhaltene Fassung aus dem 15. Jahrhundert)
- Proglas, 863–867, Vorwort zur Evangeliumübersetzung, das erste slawische Gedicht, zu den Fundstellen siehe oben unter Übersetzung der vier Evangelien
- Lob zu Ehren des Hl. Gregors von Nazianz, 2. Hälfte des 9. Jahrhunderts, Gedicht, gefunden in der Vita Cyrilli
- Kanon zu Ehren des Hl. Demetrios von Saloniki, 864–867, nach manchen Forschern von Method geschrieben, Gedicht, gefunden in ?
- Gebet vor dem Tod, 2. Hälfte des 9. Jahrhunderts, rhythmisierte Prosa, enthalten in der Vita Cyrilli
- Vorwort zum Evangeliar, 2. Hälfte des 9. Jahrhunderts, die erste slawische Abhandlung zu Problemen der Übersetzung und der Literaturtheorie, ein Bruchstück der altkirchenslawischen Übersetzung des griechischen Originals ist im Hilferdingschen Blatt aus dem 11./12. Jahrhundert (Bulgarien) erhalten
- Geschriebenes über den rechten Glauben, 2. Hälfte des 9. Jahrhunderts, Traktat, gefunden in ?
- Alphabetisches Gebet, 2. Hälfte des 9. Jahrhunderts, Gedicht, wird manchmal Konstantin von Preslaw zugeschrieben
- Beichtordnung im Euchologium Sinaiticum (vielleicht zusammen mit Method)
- zwei Gebete in Form von Gedichten in den drei Sinaier Blättern im Euchologium Sinaiticum (die ersten Poesieversuche Konstantins)
- Die Kiewer Blätter werden gelegentlich Konstantin zugeschrieben.
- Der Text des Mazedonischen kyrillischen Fragments wird Konstantin zugeschrieben.

## Gedenken
Der gemeinsame Gedenktag von Kyrill und Method ist der 14. Februar, sowohl in der römisch-katholischen als auch der evangelischen und anglikanischen Kirche. Orthodoxer Gedenktag ist ebenfalls der 14. Februar (Kyrill alleine) und der 11. Mai (gemeinsam mit Method). In der römisch-katholischen Kirche ist der Tag als Gebotener Gedenktag im Allgemeinen Römischen Kalender verzeichnet. Da Papst Johannes Paul II. Kyrill und Method 1980 zu Patrone Europas ernannt hat, wird er in den europäischen Regionalkalendern (z. B. im Regionalkalender für das deutsche Sprachgebiet) als Fest begangen.
Am 5. Juli wird in Tschechien und der Slowakei der Tag ihres Eintreffens im Mährerreich (863) als Nationalfeiertag begangen. Der 24. Mai ist in Bulgarien und Nordmazedonien ein Nationalfeiertag, der den beiden Brüdern gewidmet ist. (Das Datum entspricht dem 11. Mai des Julianischen Kalenders.)
Neben zahlreichen öffentlichen Einrichtungen, Orten oder Kirchen vor allem in Ost- und Südosteuropa, die nach Kyrill und Method gemeinsam benannt sind, tragen die Philosoph Konstantin-Universität Nitra und der St. Cyril Peak in der Antarktis seinen Namen. Auch die kyrillische Schrift ist nach ihm benannt.